# Trenton Marshall
Trenton Marshall (ur. 19 października 1987 w Garyville) – amerykański koszykarz grający na pozycji rzucającego obrońcy lub niskiego skrzydłowego. W sezonie 2010/11 był zawodnikiem Zastalu Zielona Góra, jednak z końcem stycznia 2011 roku jego kontrakt z klubem został rozwiązany. W latach 2009–2010 zawodnik drużyny Jacksonville State University, z którą występował w dywizji I NCAA.

## Kariera seniorska
- 2009-2010: Jacksonville State University
- 2010-2011: Zastal Zielona Góra

## Statystyki
| Sezon   | Drużyna                       | M  | S5 | MPG  | FG%   | 3P%   | FT%   | RPG | APG | SPG | BPG | PPG  |
| ------- | ----------------------------- | -- | -- | ---- | ----- | ----- | ----- | --- | --- | --- | --- | ---- |
| 2009/10 | Jacksonville State University | 26 | ?  | 31,4 | 41,6% | 36,8% | 79,2% | 5,3 | 2,4 | 1,7 | 0,5 | 17,7 |
| 2010/11 | Zastal Zielona Góra           | 13 | 3  | 16,0 | 56,0% | 21,0% | 83,0% | 1,7 | 0,6 | 0,8 | 0,2 | 5,8  |